# مارتينو الأول ملك صقلية
مارتن الأول ملك صقلية، المعروف بلقب "الصغير" (وُلد نحو عام 1374 أو 1376 وتوفي في 25 يوليو 1409)، وكان ملكًا على صقلية من خلال زواجه بالملكة ماريا سنة 1390، واستمر حكمه حتى وفاته.
هو ابن مارتن الأول ملك أراغون المستقبلي، وحفيد الملك بيدرو الرابع ملك أراغون والملكة إليانور من صقلية. تزوج مارتن من ماريا ملكة صقلية في فبراير 1390، وفي عام 1392 عاد برفقتها إلى صقلية على رأس قوة عسكرية، تمكن بها من قمع تمرد مجموعة من البارونات. وفي عام 1394، رُزق الزوجان بابن وحيد هو بيدرو، ولي عهد صقلية، الذي تُوفي في عام 1400. وقد حكم مارتن إلى جانب ماريا حتى وفاتها في لينتيني بتاريخ 25 مايو 1401، ليعلن بعد ذلك رفضه لمعاهدة فيلنوف [الإنجليزية] الموقعة عام 1372، ويتولى الحكم منفردًا. وبعد وفاته في كالياري بسردينيا سنة 1409، تولى والده العرش الصقلي باسم مارتن الثاني.
عقب وفاة ماريا، تزوج مارتن في كاتانيا يوم 21 مايو 1402 بالوكالة، ثم زواجًا رسميًا في 26 ديسمبر من العام نفسه من بلانش من نافارا، وريثة أسرة إفرو وملكة نافارا المستقبلية. أنجب منها ابنًا واحدًا وُلد سنة 1403، لكنه تُوفي طفلًا في بلنسية عام 1407. وبذلك لم يُكتب لأي من أبنائه الشرعيين البقاء على قيد الحياة.
ترك مارتن ولدًا غير شرعي هو فدريكو دي أراغون من عشيقته الصقلية تارسيا ريتساري، وُلد ما بين عامي 1400 و1403، ومنحه والده ألقاب كونت لونا وإخيريثا وسيد سغوربي. حاول مارتن الثاني تعيينه وريثًا للعرش، لكن ذلك فشل نتيجة اتفاق كاسبي، الذي استبعده من الخلافة. تزوج فدريكو من يولاندا لويزا دي مير، وتوفي في أورينا سنة 1438 دون أن يُنجب.
كما أنجب مارتن ابنة غير شرعية تُدعى فيولانتي دي أراغون من علاقته بـأغات دي بيسيه، وهي صقلية الأصل، وتوفيت حوالي سنة 1428. وقد تزوجت مرتين: أولًا في عام 1405 من إنريكي بيريث دي غوثمان، كونت نييبلا الثاني، قيل إنها كانت عشيقته قبل الزواج، ثم تزوجت من قريبه مارتن دي غوثمان.
قاد مارتن الصغير حملة عسكرية على سردينيا عام 1409، وحقق فيها نصرًا حاسمًا على حاكم أربوريا في معركة سانلوري [الإنجليزية]، لكنه توفي بعد ذلك بوقت قصير.